# 制度による精神療法
日本では制度を使った精神療法、あるいは制度精神療法'とも言われる。ドイツの精神科医であるヘルマン・ジモン（Hermann Simon、1867年 - 1947年）によって推奨された「作業療法による積極的精神療法」のアイデアを、スペインから来たフランソワ・トスケルが受け継ぎ、その下でインターンをしていたジャン・ウリが、ラ・ボルド病院で発展させた。「患者」と「精神科医」の間の関係を対等に近づけ、 患者を入院させるのではなく、逆に「患者が働き、自分の創造性を発揮できる」ような状況（クラブ活動を中心とする）を生み出し、率先して参加させ、責任を与えるようにした。「ケア、研究、そして形成」が、病院の全体的な歩みの中でひとつになっている。 1950年代の半ばからフェリックス・ガタリが、ラ・ボルドの医療責任者となった。